# Radoslav Tybor
Radoslav Tybor (* 23. listopad 1989, Trenčín, Slovensko) je slovenský lední hokejista.

## Hráčská kariéra
Statistiky Radoslava Tybora
- 2005-06 HC Dukla Trenčín U18
- 2006-07 HC Dukla Trenčín U18
- 2007-08 HC Dukla Trenčín U20
- 2008-09 HC Dukla Trenčín U20, HC Dukla Trenčín, MšHK Prievidza
- 2009-10 HC Dukla Trenčín
- 2010-11 HC Dukla Trenčín
- 2011-12 HC Dukla Trenčín
- 2012/2013 HC Dukla Trenčín, HC ČSOB Pojišťovna Pardubice
- 2013/2014 HC ČSOB Pojišťovna Pardubice
- 2014/2015 HC ČSOB Pojišťovna Pardubice
- 2015/2016 HC Dynamo Pardubice, HC Oceláři Třinec (hostování)
- 2016/2017 HC Dukla Trenčín, HC Vítkovice Ridera
- 2017/2018 HC Vítkovice Ridera (E)
- 2018/2019 HC Vítkovice Ridera (E)
- 2019/2020 HC Dynamo Pardubice (E)
- 2020/2021 HC Dynamo Pardubice (E)

## Reprezentace
Statistiky reprezentace na Mistrovstvích světa a Olympijských hrách:
| Turnaj       | Místo konání      | Z | G | A | B | Umístění | Soupisky         |
| ------------ | ----------------- | - | - | - | - | -------- | ---------------- |
| MS 2014      | Bělorusko (Minsk) | 4 | 0 | 0 | 0 | 9. místo | Soupiska MS 2014 |
| Celkem na MS |                   | 4 | 0 | 0 | 0 |          |                  |